# Сяяре (Торгу)
Сяяре (ест. Sääre) — село в Естонії, входить до складу волості Торгу, повіту Сааремаа, на острові Сааремаа. Розташоване на півдні півострова Сорв. За даними перепису населення 2011 року, у селі ніхто не живе.
Сааре - місце розташування маяку Сорв і колишньої Артилерійської батареї Червоної армії № 315 (відома як батарея Штебеля), що була тут під час Другої світової війни.